# École Nationale des Chartes
La École Nationale des Chartes es una gran escuela francesa. Forma principalmente archiveros y bibliotecarios de muy alto nivel. Muchos antiguos alumnos son también catedráticos de historia en las universidades.
Fue fundada en 1821 con el fin de catalogar la ingente documentación que había pasado a manos del Estado tras la supresión de muchos monasterios.

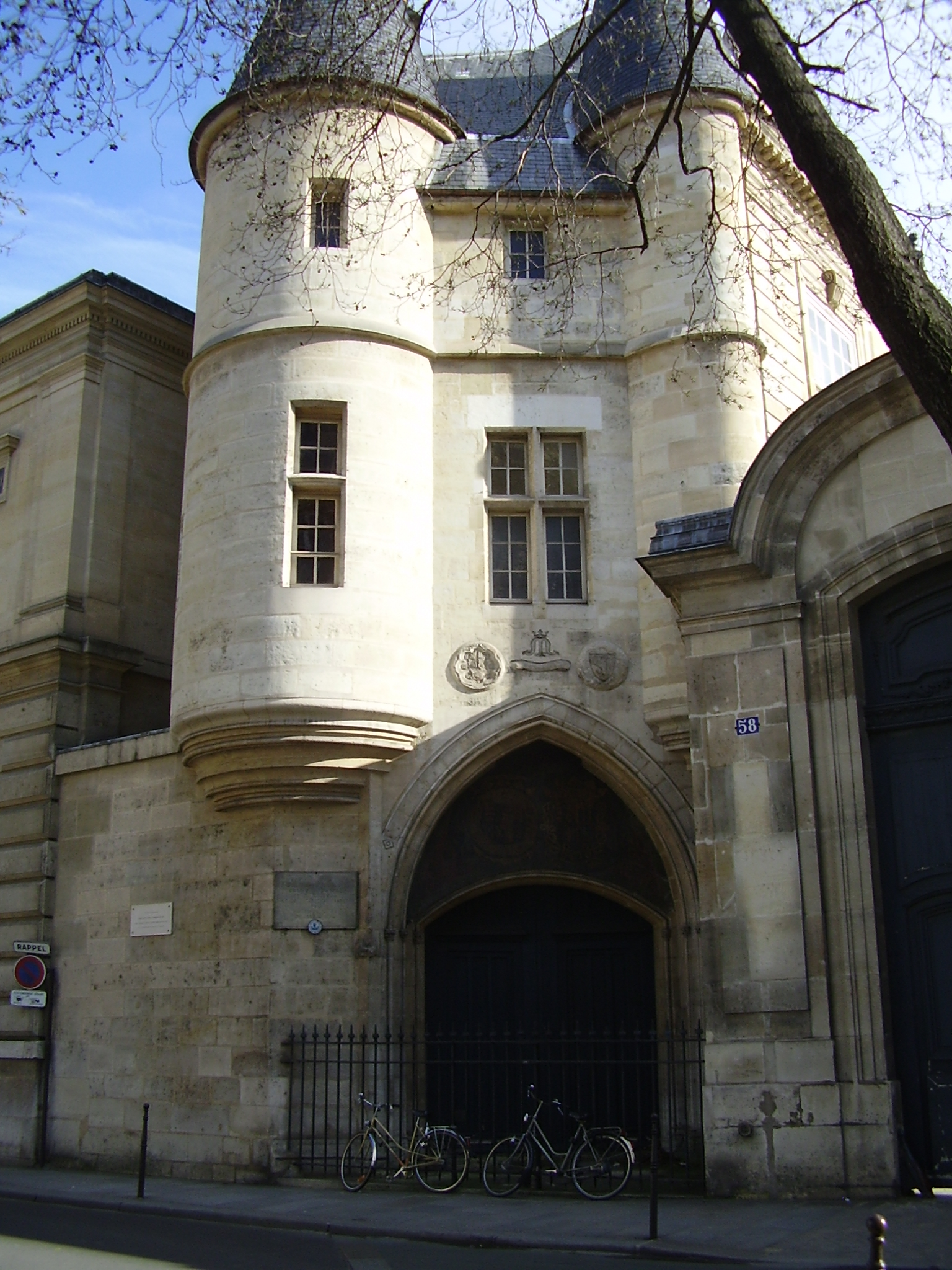
La Porte del hôtel de Clisson, entrada a l'École des Chartes entre 1846 y 1866.

## Historia
Tras varios intentos de creación bajo Napoleón Bonaparte, el 22 de febrero de 1821, a raíz de una ordenanza del rey Luis XVIII de Francia, se creó la École Royale des Chartes. Anteriormente, las incautaciones que se produjeron durante la época revolucionaria habían llevado a los depósitos literarios, y después a las bibliotecas, una masa considerable de libros a tratar, catalogar y preparar para ser consultados. Asimismo, la inclinación romántica por la Edad Media impulsó a formar especialistas capaces de renovar la historiografía francesa, apoyándose en los archivos incautados durante la Revolución. La concepción de la historia había cambiado y los eruditos religiosos (sobre todo los benedictinos) ya no podían seguir estudiando la historia del estado francés. Esta ordenanza preveía que el ministerio del Interior nombraría a doce alumnos, que proponía la Academia de Inscripciones y Bellas Letras, y que debía remunerarlos durante los dos años de estudio, que trataban sobre todo de paleografía y de filología con una perspectiva puramente utilitaria, ya que los alumnos debían saber leer y comprender los documentos que les correspondía conservar. Los profesores y alumnos de la escuela permanecían bajo la autoridad del conservador de manuscritos de la Biblioteca Real, situada en la calle Richelieu, en París, y también bajo la del guarda general de los Archivos del Reino de Francia.

## Alumnado

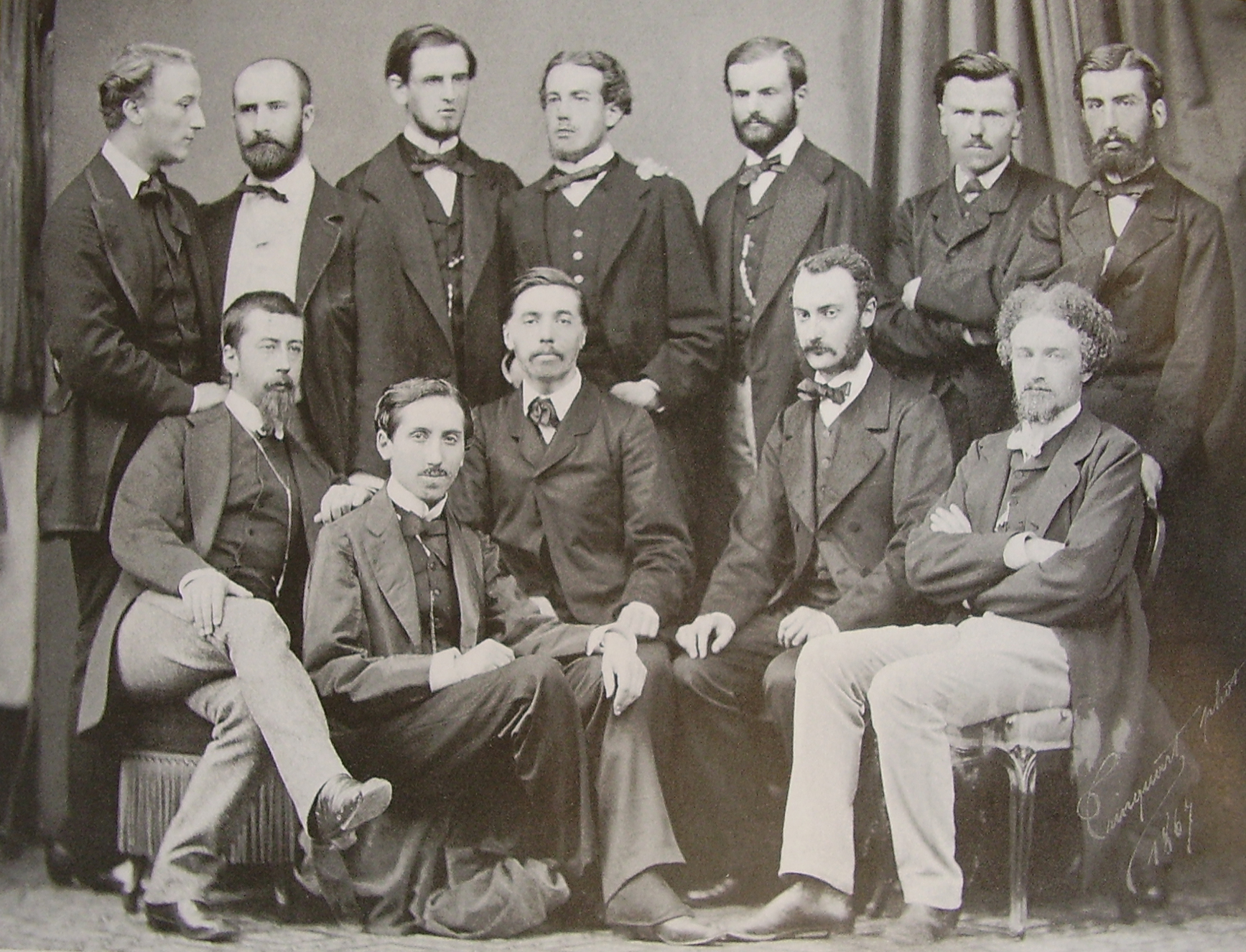
Alumnos de la promoción 1867.

- Georges Bataille
- Jean-François Bergier
- Yves Bottineau
- Anne Brenon
- Jean-Auguste Brutails
- Joseph Calmette
- Marie-Anne Chabin
- Ferdinand Chalandon
- André Chamson
- François Chevalier
- Ivan Cloulas
- Augustin Cochin
- Dominique de Courcelles
- Jules Doinel
- Geneviève Drouhet
- Michel Duchein
- Jean Favier
- George Flahiff
- Robert Fossier
- Frantz Funck-Brentano
- León Gautier
- Bertrand Gille
- René Girard
- Thibaut Girard
- Frank Giroud
- Adrien Gréa
- Serge Gruzinski
- Louis Halphen
- Gabriel Hanotaux
- Chantal Hérault
- José María de Heredia
- Gustave Kahn
- Charles Victor Langlois
- Albert Lecoy de La Marche
- Arthur Le Moyne de La Borderie
- François Lesure
- Ferdinand Lot
- Henri-Jean Martin
- Roger Martin du Gard
- Paul Meyer
- Alfred Morel-Fatio
- Christine Nougaret
- Ngo Dinh Nhu
- Paul Ourliac
- Didier Ozanam
- Gaston Paris
- Michel Pastoureau
- Emmanuel de Peretti de la Rocca
- Régine Pernoud
- Édouard Pommier
- Mario Schiff
- Jean-Claude Schmitt
- Jules Soury
- Paul Viollet